# Richie Byrne
Pour les articles homonymes, voir Byrne.
Richie Byrne (né le 24 septembre 1981 à Dublin) est un footballeur irlandais.

## Clubs
- 2001–03 : Shamrock Rovers  Irlande
- 2003–05 : Dunfermline  Écosse
- 2005–08 : Aberdeen FC  Écosse
- 2008- ... : Oldham Athletic  Angleterre